# Hugues d'Arles
Pour les articles homonymes, voir Hugues.
Hugues d'Arles, né vers 880 et mort le 10 avril 947, est roi d'Italie, petit-fils de Lothaire II de Lotharingie.
Il est le fils de Théobald d'Arles et de Berthe, fille illégitime de Lothaire II de Lotharingie. Élevé à la dignité de comte d'Arles et comte de Vienne puis marquis de Provence en 905 par son parent, l'empereur Louis III l'Aveugle, Hugues devient roi d'Italie (926-947).

## Biographie

### Un Bosonide
Fils de Théobald d'Arles, petit-fils de Hucbert, abbé de Saint-Maurice-en-Valais, et arrière-petit-fils du fondateur de la famille des Bosonides, Boson l'Ancien, Hugues est un bosonide.
Il serait né au début des années 880 ; l'historien Pierre Riché considère par exemple qu'il est âgé d'une quarantaine d'années en 924. 
À la mort de son père, Hugues hérite des comtés d'Arles et de Vienne, ce qui en fait un des plus importants personnages du royaume de Bourgogne ; d'après l'historien Poupardin, il paraît avoir autorité à Vienne dès 903.
Lorsque son cousin, l'empereur d'Occident Louis III, également roi de Provence, est capturé, aveuglé et exilé d'Italie en 905, Hugues devient son conseiller personnel et régent.  Tout en restant maître de Vienne, Hugues reçoit les titres de duc et de marquis et selon Liutprand, celui de « comte des Provençaux ». De plus il n'y a plus, comme au temps de Fulcrad, un duc de Lyon qui puisse lui faire contrepoids dans le royaume. Hugues exerce alors la plupart des prérogatives du royaume de Provence.

### Le comte d'Arles

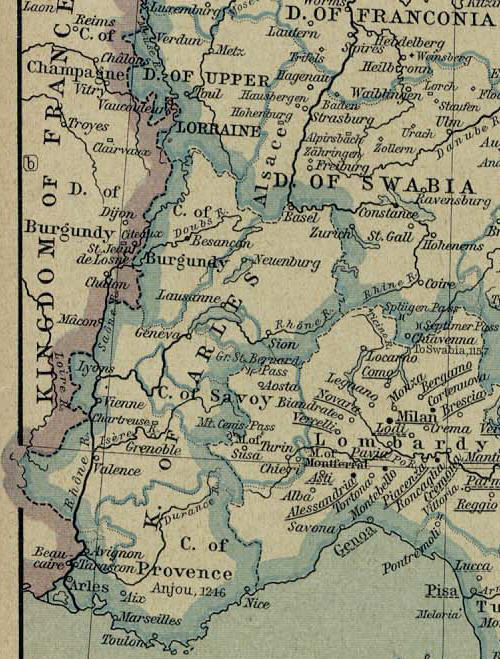
Royaume d'Arles.

En 911, Louis III lui cède les titres de duc de Provence et de marquis de la Viennoise. Il succède notamment au comte de Provence Thibert appelé aussi Teutbert. Hugues quitte Vienne et s'installe à Arles, siège d'origine de sa famille, avec une cour bourguignonne importante. En 912, il épouse  Willa de Provence, possible demi-sœur du roi Louis et fille de Boson de Provence et de Ermengarde d'Italie dont il est veuf en 914. Willa est la récente veuve de Rodolphe Ier de Bourgogne († 25 octobre 912).
Arles devient la vraie capitale du Royaume et Vienne n'est plus dès lors que la résidence du malheureux souverain infirme Louis III. Toutefois, la venue d'Hugues crée de fortes tensions entre l'aristocratie locale et l'aristocratie bourguignonne amenée par le comte. On peut se rappeler par exemple, que Manassès d'Arles, archevêque d'Arles en 920, était fils d'un vicomte de Troyes et de Sens et neveu d'Hugues. Ces tensions qui se traduisent par de grandes violences entre nouveaux venus et aristocrates installés. Cela entraîne notamment le meurtre de Fulcher le Jeune, et l’exil à Mâcon de sa famille, et notamment Saint Mayeul, dans les années 915-920.
En 924, Raoul, neveu du roi Boson de Provence et frère de Hugues le Noir, élu roi des Francs, intervient dans le royaume de Provence. Hugues d'Arles doit lui consentir hommage et scelle une alliance par le mariage de Berthe, sa nièce, avec Boson le frère de Raoul.

### Roi d'Italie
Comme le roi Louis, Hugues a des ambitions en Italie. Probablement dès la fin des années 910, une armée provençale conduite par Hugues, son frère Boson et son neveu Hugues de Vienne, envahit la Lombardie avec le soutien de la mère d'Hugues, Berthe qui, veuve de son premier mari Théobald d'Arles, a épousé vers 898 le marquis de Toscane Adalbert II. Cette expédition se termine apparemment sans succès. Selon une chronique de Constantin VII Porphyrogénète, cet événement se passe en 923 ou 924 contrairement à l'opinion de Liutprand de Crémone qui situe cette opération militaire beaucoup plus tôt, entre 917 et 920. De 922 à 924, à la suite d'une révolte d'une grande partie de la noblesse italienne qui élit Rodolphe II de Bourgogne roi d'Italie contre l'empereur Bérenger, la guerre civile fait rage et se termine par le 7 avril 924 par l'assassinat de ce dernier.
Hugues tente alors à nouveau sa chance. En juillet 926, Hugues quitte Arles pour prendre la couronne de roi d'Italie à Pavie dans la basilique San Michele Maggiore. Soutenu et élu par les grands, il s'empare du trône avec le soutien de Rodolphe II de Bourgogne (880 †937) avec qui il a passé un accord. Le 9 juillet 926, il est couronné roi d'Italie à Pavie. Il transmet alors le comté d'Arles à son frère Boson (dit Boson d'Arles ou Boson VI de Provence) qui le remplace en Provence.

### La succession deLouisIIIen Provence
À la mort de Louis III l'Aveugle en 928, Hugues revient en Provence pour lui succéder sur le royaume de Provence et de Bourgogne Cisjurane. Hugues doit toutefois renoncer à ses droits au royaume de Provence et reconnaît le fils légitime de Louis III, Charles Constantin. Il semble aussi qu'il doive céder le Viennois au roi Raoul. À la mort de Charles Constantin en 932 (ou 934 ?), il reconnaît Rodolphe II de Bourgogne Transjurane comme le roi de Provence et lui abandonne ses droits. En échange, selon l'accord de 926, Rodolphe II lui abandonne ses prétentions en Italie. Hugues continue toutefois de porter le titre de marquis de Provence où il est toujours richement possessionné.

### Les conflits italiens
Assuré de ses arrières en Provence, Hugues s'attelle à imposer son autorité et restaurer l'ordre en Italie. Déjà en 931, il avait fait aveugler son demi-frère Lambert de Toscane, marquis de Toscane et confié le marquisat de Toscane à son frère Boson d'Arles.
En 932, Hugues épouse Marozie, sénatrice du Latran, et veuve de Guy de Toscane, demi-frère de Hugues, dans la ville de Rome. Mais le coup de force du propre fils de Marozie, Albéric II, lors des cérémonies mêmes du mariage rend ce dernier caduc : Marozie est emprisonnée et Hugues ne doit son salut qu'à la fuite.
En Italie, Hugues veille à mettre fin aux désordres nés des conflits pour la couronne avant de lutter plus efficacement contre les Magyars et les Sarrasins qui lui infligent une véritable injure avec la prise de Gênes en 934. Il intervient à plusieurs reprises pour régler le problème des Sarrasins qui avec leur flotte ou à partir du Fraxinet pillent les côtes et l'intérieur de la Provence et des Alpes. Selon des Annales du Califat de Cordoue (Ibn Hayyan, Al-Muqtabis fi Tarikh al-Andalus), des réactions diplomatiques peuvent lui être attribuées (940). De même, en 942, Hugues organise une attaque combinée par terre et par mer de ce même réduit du Fraxinet. Pour se procurer des bateaux, il fait appel au basileus Romain Lecapène. Toutefois, au dernier moment, il préfère traiter avec les Sarrasins et les utiliser à son profit dans le cadre de ses affaires italiennes. Malgré cela, Hugues parvint à stopper l'anarchie dans la péninsule.

### La tentative de récupérer la Bourgogne Transjurane

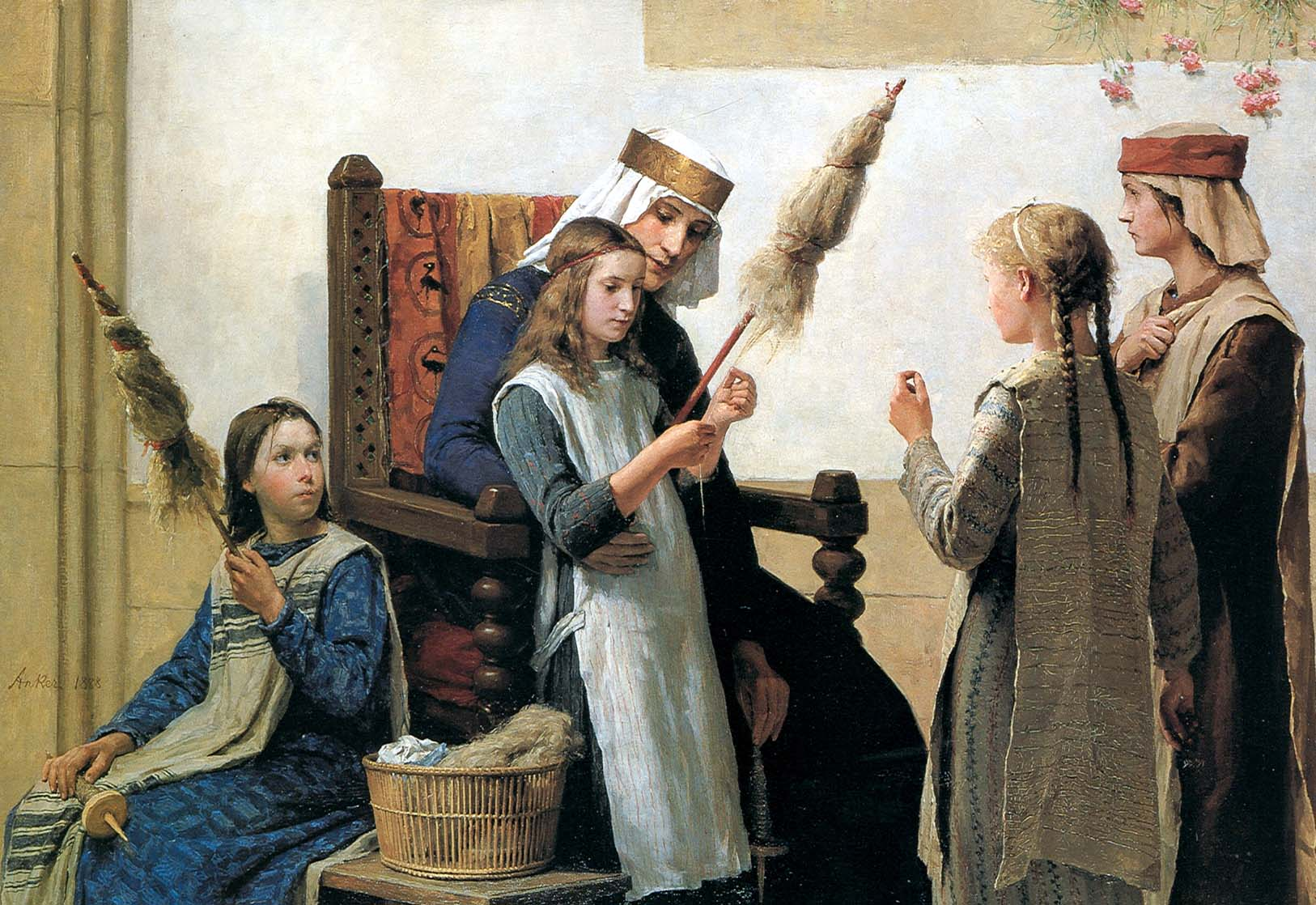
Berthe de Souabe, par Albert Anker, 1888.

À la mort de Rodolphe II de Bourgogne en 937, Hugues tente d'unir le royaume de Bourgogne Transjurane au sien.  Retournant en Provence, il force Berthe de Souabe — veuve de Rodolphe II de Bourgogne et fille de Burchard II de Souabe, duc de Souabe —, à l'épouser et unit son fils Lothaire à la sœur du jeune héritier de Rodolphe, Conrad, fille donc de sa nouvelle épouse. Mais ce projet d'alliance est mis en échec par l'intervention du roi de Germanie Otton Ier (il recueille le jeune Conrad), qui ne peut accepter l'unification des deux royaumes. Cependant, ce mariage avec sa nouvelle épouse, qui réside essentiellement dans son château de Colombier, n'empêche pas Hugues d'avoir de nombreuses maîtresses et de nombreux bâtards. Selon une chronique, il aurait aussi, semble-t-il, déshonoré sa belle-fille Adélaïde de Bourgogne, avant même qu'elle ne fût parvenue à la couche de son fils.[réf. nécessaire]

### La fin
En dépit de cet échec, alors que son autorité semble bien assurée, Hugues d'Arles voit apparaître en 940 un dangereux rival en la personne de Bérenger II d'Ivrée. Hugues réussit toutefois à le vaincre en 941, l'obligeant à fuir en Germanie à la cour d'Otton Ier.
Se méfiant de la puissance grandissante du royaume d'Italie, Otton Ier soutient la seconde tentative de Bérenger II, qui réussit, en 945, à convaincre de nombreux aristocrates italiens de le suivre en promettant terres et honneurs. Battu militairement, Hugues est dépossédé par une diète tenue à Milan, mais il réussit à conserver en théorie la couronne et le titre de roi. En avril 945, Hugues, se voyant isolé, abandonne le trône d'Italie, qu'il confie à son fils Lothaire, bien que le pouvoir réel soit désormais dans les mains de Bérenger,  et se réfugie auprès de sa nièce Berthe à Arles où il meurt le 10 avril 947.

## Généalogie
Voir aussi Bosonides

### Ses aïeux
```
   ┌─ 
Hucbert
 (v.830-864), 
abbé de Saint-Maurice en Valais
. 
┌─ 
Théobald d'Arles
 (v.850-v.895). 
│  └─ X
│

Hugues d'Arles
(† 
947
) 
│
│  ┌─ 
Lothaire
 
II
 de Lotharingie
 (v.
825
-† 
869
). 
└─ 
Berthe
 (v.865-v.925). 
   └─ Walrade (v.845-879).
```

### Sa descendance
Avec quatre femmes et au moins quatre maîtresses, Hugues laisse au moins huit enfants :
Avec Willa, avec qui il se marie en 912, Hugues n'a pas d'enfant. Les seuls enfants légitimes d'Hugues sont de sa seconde femme Alda ou Hilda, d'origine germanique, qu'il épouse avant 924 ; il y a une fille, Alda, future femme d'Albéric II, et Lothaire, qui sera son successeur en Italie. De ses deux dernières femmes : Marozie, épousée en 932, et Berthe de Souabe, épousée en 937 du vivant de la précédente, il n'a pas de descendants.
Son fils Hubert, qu'il fera marquis de Toscane, est son premier bâtard, issu des relations avec la noble Wandelmoda. Avec une autre maîtresse, de basse origine, dénommée Pazola, mais appelée communément Venerem, Hugues a une fille, Berthe, qui épousera l'empereur byzantin Romain II et prendra le nom d'Eudokia. Elle héritera des domaines paternels de Provence. Berthe a un frère appelé Boso, futur évêque de Piacenza et chancelier impérial. La troisième maîtresse d'Hugues est Rotrude ou Rosa, appelée aussi Iunonem. Elle donne à Hugues une fille, Rotlinde ou Rolende, qui épousera Bernard, comte de Pavie. Avec sa quatrième maîtresse, Stéphanie, romaine surnommée Semelen, Hugues a un fils, Tebald, qu'il essayera d'installer sur l'archevêché de Milan. Son plus jeune fils, Geoffroy, abbé de Nonantola, est le fruit d'une liaison avec une maîtresse inconnue.
```
Hugues d'Arles, roi d'Italie

 1) 912     ép. 
Willa de Provence
, veuve de 
Rodolphe
 
I
er
 de Bourgogne

 2) av.924  ép. Alda ou Hilda
    │
    ├─
Lothaire d'Arles, alias Lothaire
 
II
, 
roi d'Italie
 (v.925-† 
950
). 
    │       ép. 
Adélaïde
 (cf. 
Welfs
) : d'où 
Emma
, mère de 
Louis
 
V

    └─
Alda
 (?-?). 
            ép. 
Albéric
 
II
, duc de 
Spolète
 
(cf. 
Théophylactes
 ; fils de 
Marozie
 ci-après) : Parents de      
Jean
 
XII
, et grands-parents de 
Benoît
 
VII

 3) 932     ép. 
Marozie
 
I
re
 (cf. 
Théophylactes
)

 4) 937     ép. 
Berthe de Souabe
, veuve de 
Rodolphe
 
II
 de Bourgogne
 et fille de 
Burchard
 
II
, 
duc de Souabe
.   

Hugues d'Arles
 eut également des enfants illégitimes, 
 1) de Wandelmoda : 
    │ 
    └─ 
Hubert de Spolète
.
 2) de Pazola (appelée aussi Venerem) : 
    │ 
    ├─ Berthe (elle prendra le nom d'Eudokia)
    │       ép. l'
empereur byzantin
 
Romain
 
II

    └─ Boso, futur 
évêque de Plaisance
 et chancelier impérial.
 3) de Rotrude ou Rosa (appelée aussi Iunonem) 
    │ 
    └─ Rotlind ou Rolend 
           ép. Bernard, 
comte de Pavie
.
 4) de Stéphanie (surnommée Semelen) 
    │ 
    └─ Tebald, qu'Hugues essayera d'installer sur l'
archevêché de Milan
.
 5) d'une maîtresse inconnue 
    │ 
    └─ Geoffroy, 
abbé de Nonantola
 
(en)
.
```

## Postérité

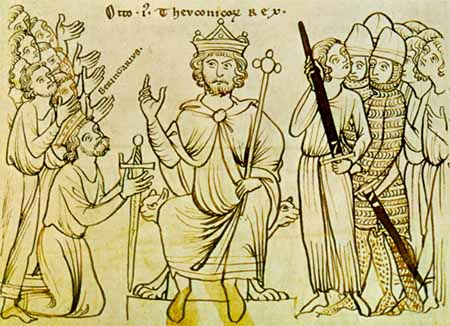
Otton Ier du Saint-Empire reçoit la soumission de en 961, fait main basse sur le royaume d'Italie et fonde l'Empire germanique en 962 : amorce de la Renaissance ottonienne. Manuscriptum Mediolanense, vers 1200.

À la mort d'Hugues, aucun de ses descendants ne peut s'imposer. Le royaume de Provence revient, avec l'appui de l'empereur Otton Ier, au jeune roi Conrad qui s'attache, pour mieux asseoir son pouvoir, à y nommer non un seul comte, mais trois, dont l'un Boson, sera le père du fondateur de la première dynastie des comtes de Provence.
En Italie, après quelques péripéties, le royaume échoit à Otton Ier. Ainsi, en ce milieu du Xe siècle commence la domination du Saint-Empire romain germanique.
Toutefois, on peut ajouter qu'un de ses arrière-petits-enfants devient roi des Francs. La fille de son fils Lothaire II et d'Adélaïde, Emma épouse en 965 Lothaire roi des Francs de 954 à 986 et leur fils Louis V est le dernier roi carolingien de 986 à 987. Cette date marque ainsi la fin cette famille appelée Bosonides.